# Alice Magaw
Alice Magaw (* 9. November 1860 in Coshocton/Ohio; † 17. Februar 1928 in Hudson/Wisconsin) war eine US-amerikanische Narkoseschwester und Mitbegründerin der wissenschaftlichen Anästhesiologie.
Alice Magaw wurde als Tochter von Thomas und Elizabeth Nancy Magaw geboren. Sie erhielt ihre pflegerische Ausbildung am „Women’s and Children’s Hospital“ in Chicago. Nach dem Examen 1889 arbeitete sie hier zunächst als private Krankenschwester weiter. Ihre Freundin Edith Graham ehelichte im Jahr 1893 den Mediziner Charles Horace Mayo (1865–1939). Alice Magaw folgte dem Ehepaar Mayo und wurde Narkoseschwester am „St. Marys Hospital“ in Rochester. Dieses Krankenhaus war ursprünglich von Franziskanerinnen gegründet worden. Später wurde daraus die renommierte Mayo-Klinik. Magaw führte in diesem Krankenhaus ausschließlich Narkosen durch. Sie erhielt deshalb den Beinamen „Narkosearzt“. Durch ihre zahlreichen Publikationen gab sie dem Narkosewesen ein wissenschaftliches Fundament. Sie hielt auch Vorträge und schulte weitere Krankenschwestern. Charles Mayo schickte sie außerdem zu einem Mikroskopierkurs nach Chicago und betraute sie anschließend mit der Leitung des pathologischen Labors der Mayo-Klinik.
Im Jahr 1906 konnte Magaw von über 14.000 Äthertropfnarkosen ohne Todesfall berichten. Als Pionier der Äthernarkosen gilt der amerikanische Zahnmediziner William Thomas Green Morton (1819–1868).
Magaw war verheiratet mit dem Mediziner Georg Kessel. Die Ehe wurde 1919 geschieden. Alice Magaw starb am 17. Februar 1928 in Hudson an den Folgen einer Diabeteserkrankung.

## Publikationen
- Observations in Anaesthesia, 1899.
- A Report of 245 Cases of Anesthesia by Nitrous Oxyd Gas and Ether, 1901.
- Observation Drawn from an Experience of Eleven Thousand Anaesthesias, 1904.
- A Review of Over Fourteen Thousand Surgical Anesthesias, 1906.